# 薩爾瓦·塞維拉
薩爾瓦·塞維拉（西班牙語：Salva Sevilla；1984年3月18日—）是一位西班牙足球運動員。在場上的位置是中場。他在2014年轉會西班牙人，之前他曾經效力於贝蒂斯。